# Meta Elste-Neumann
Meta Elste-Neumann (Bremen, 16 de outubro de 1921 - Chicago, 30 de outubro de 2010) foi uma ex-ginasta que competiu em provas de ginástica artística pelos Estados Unidos.
Nascida na Alemanha, imigrou para os Estados Unidos aos três anos. Aos seis, ingressou na modalidade artística da ginástica. Foi a primeira medalhista norte-americana em uma edição olímpica da ginástica artística feminina. Junto as companheiras Ladislava Bakanic, Marian Barone, Consetta Carruccio-Lenz, Dorothy Dalton, Helen Schifano, Clara Schroth-Lomady e Anita Simonis, foi superada pelas tchecas e húngaras, conquistando o bronze nas Olimpíadas de Londres, na única prova feminina disputada: a por equipes. Conquistou ainda três títulos nacionais.